# (12102) Piazzolla
Pour les articles homonymes, voir Piazzolla (homonymie).
(12102) Piazzolla est un astéroïde de la ceinture principale.

## Description
(12102) Piazzolla est un astéroïde de la ceinture principale. Il fut découvert par Frank B. Zoltowski le 5 mai 1998 à Woomera. Il présente une orbite caractérisée par un demi-grand axe de 2,7 UA, une excentricité de 0,129 et une inclinaison de 12,21° par rapport à l'écliptique.
Il fut nommé en hommage au musicien argentin Astor Piazzolla, bandonéoniste et compositeur argentin. Il est considéré comme le musicien le plus important de la seconde moitié du XXe siècle pour la musique de tango.

## Compléments